# James Young
James Young (1. januar 1872 – 9. juni 1948) var en filminstruktør, skuespiller og manuskriptforfatter fra USA fra tiden med stumfilm. Før han begyndte sin filmkarriere havde han en succesfuld karriere som skuespiller på teatre og som forfatter på en bog fra 1905 om makeup på teatre. Young instruerede mere end 90 film mellem 1912 og 1928. Han optrådte også som skuespiller i mere end 60 film mellem 1909 og 1917.

## Udvalgt filmografi
- Twelfth Night (1910)
- Lady Godiva (1911)
- Mockery (1912)
- As You Like It (1912)
- Beau Brummel (1913)
- Jerry's Mother-In-Law (1913)
- Beauty Unadorned (1913)
- My Official Wife (1914) (director)
- The Violin of Monsieur (1914)
- The Heart of the Blue Ridge (1915)
- The Deep Purple (1915)
- Trilby) (1915)
- The Thousand-Dollar Husband (1916)
- Unprotected (1916)
- The Lash (1916)
- Oliver Twist (1916)
- On Trial (1917)
- Rose o' Paradise (1918)
- Mickey (1918)
- Dødens Tempel (1918)
- Missing (1918)
- Her Country First (1918)
- The White Man's Law (1918)
- A Gentleman of Quality (1919)
- A Daughter of Two Worlds (1920)
- The Notorious Miss Lisle (1920)
- Curtain (1920)
- The Devil (1921)
- Without Benefit of Clergy (1921)
- The Masquerader (1922)
- The Infidel (1922)
- Omar the Tentmaker (1922)
- Ponjola (1924) co-directed with Donald Crisp
- The Unchastened Woman (1925) starring Theda Bara
- The Bells (1926)
- Driven from Home (1927)
- Midnight Rose (1928)

## Eksterne links
- James Young på Internet Movie Database (engelsk)
- James Young på Internet Broadway Database (engelsk)
- James Young papers, 1904-1948, held by the Billy Rose Theatre Division, New York Public Library for the Performing Arts
- James Young, 1904 Arkiveret 29. november 2020 hos  Wayback Machine with Viola Allen in the Shakespeare play As You Like It
- Making Up; A Practical and Exhaustive Treatise on this Art, James Young, 1905